# Syngonanthus ottohuberi
Syngonanthus ottohuberi är en gräsväxtart som beskrevs av Nancy Hensold. Syngonanthus ottohuberi ingår i släktet Syngonanthus och familjen Eriocaulaceae. Inga underarter finns listade i Catalogue of Life.